# Jack Taylor (aktor)
Jack Taylor, właśc. George Brown Randall (ur. 21 października 1936 w Oregon City) – amerykański aktor, który wystąpił w wielu europejskich niskobudżetowych filmach eksploatacyjnych z lat 70., w szczególności w wyreżyserowanych przez kultowego hiszpańskiego filmowca Jesúsa Franco.

## Życiorys
Taylor urodził się 21 października 1936 roku jako George Brown Randall w Oregon City w stanie Oregon na przedmieściach Portland. Zaczął grać jako dziecko, po raz pierwszy występując w inscenizacji Makbeta.
Pod pseudonimem artystycznym Jack Taylor i rozpoczął karierę aktorską od małych ról w amerykańskich programach telewizyjnych z lat 50., takich jak The Jack Benny Program czy Sheena, Queen of the Jungle. Pod koniec lat pięćdziesiątych przeniósł się do Meksyku i zagrał w kilku filmach reżysera Federico Curiela, będących odsłonami meksykańskich postaci - Wampira Nostradamusa i superbohatera Neutróna.
W 1967 Taylor rozpoczął owocną współpracę z Jesúsem Franco w filmie Succubus (1968, jego pierwsza główna rola ekranowa) i Eugenie… Historia jej podróży w perwersję (1970). Następnie zagrał Quinceya Morrisa w filmie Franco Księcia Draculi z 1970 roku u boku Christophera Lee, Herberta Loma, Soledad Mirandy i Klausa Kinskiego, po czym pojawił się w wielu filmach Franco, tym najsłynniejszym Wampirzycy (1973) z Liną Romay. 

## Wybrana filmografia
| Rok  | Tytuł                                             | Rola                     |
| ---- | ------------------------------------------------- | ------------------------ |
| 1960 | Neutrón, el Enmascarado Negro                     | prof. Thomas             |
| 1962 | Nostradamus y el destructor de monstruos          | Igor                     |
| 1962 | Los autómatas de la muerte                        | prof. Thomas             |
| 1962 | Nostradamus, el genio de las tinieblas            | Igor                     |
| 1963 | Neutrón contra el Dr. Caronte                     | prof. Thomas             |
| 1963 | Kleopatra                                         | niewolnik Cezara         |
| 1964 | La tumba del pistolero                            | Herbert Brandon          |
| 1965 | Uncas, el fin de una raza                         | Duncan Edward            |
| 1966 | Generał Custer                                    |                          |
| 1968 | Necronomicon Geträumte Sünden                     | William Francis Mulligan |
| 1969 | Les cauchemars naissent la nuit                   | kochanek Cynthii         |
| 1970 | Książę Dracula                                    | Quincey Morris           |
| 1970 | Eugenie… The Story of Her Journey into Perversion | Mirvel                   |
| 1971 | Dr. Jekyll y el Hombre Lobo                       | Henry Jekyll             |
| 1972 | La orgía nocturna de los vampiros                 | Luis                     |
| 1972 | Dr. M schlägt zu                                  | Farkas / Mabuse          |
| 1973 | El asesino está entre los trece                   | Harlan                   |
| 1973 | Autopsia                                          | dr Azcona                |
| 1973 | Tender et Perverse Emanuelle                      | Michel Dreville          |
| 1973 | Wampirzyca                                        | Baron Von Rathony        |
| 1974 | Horror zombich                                    | Howard Tucker            |
| 1974 | La noche de los brujos                            | prof. Jonathan Grant     |
| 1975 | La venganza de la momia                           | Prof. Nathan Stern       |
| 1975 | El juego del diablo                               | dr Beneau / Michele      |
| 1977 | Die teuflischen Schwestern                        | dr Charles               |
| 1977 | Viaje al centro de la Tierra                      | Olsen                    |
| 1977 | Der Ruf der blonden Göttin                        | Jack Haus                |
| 1978 | Nathalie rescapée de l'enfer                      | por. Erik Muller         |
| 1978 | Enigma rosso                                      | Parravicino              |
| 1980 | Viciosas al desnudo                               | Juan                     |
| 1982 | Szczątki                                          | prof. Arthur Brown       |
| 1982 | Conan Barbarzyńca                                 | kapłan                   |
| 1984 | The Panther Squad                                 | Frank Bramble            |
| 1985 | Commando Mengele                                  | Aaron Horner             |
| 1985 | The Sea Serpent                                   | Asesino                  |
| 1987 | Rest in Pieces                                    | David Hume               |
| 1988 | Al filo del hacha                                 | Christopher Caplin       |
| 1988 | Iguana                                            | kapitan Old Lady II      |
| 1989 | Czyste złoto                                      | bankier #2               |
| 1992 | 1492. Wyprawa do raju                             | De Vicuña                |
| 1999 | Presence of Mind                                  | ojciec                   |
| 1999 | Dziewiąte wrota                                   | Victor Fargas            |
| 2001 | Daleko                                            | James                    |
| 2004 | The Birthday                                      | Ron Fulton               |
| 2006 | Duchy Goi                                         | Chamberlain              |
| 2010 | Agnozja                                           | Meissner                 |
| 2013 | Fill de Caín                                      | Andrew Holsteter         |
| 2013 | Grand Piano                                       | Patrick Godureaux        |
| 2013 | Presentimientos                                   | Abel                     |
| 2014 | Wax                                               | dr Knox                  |